# TT41

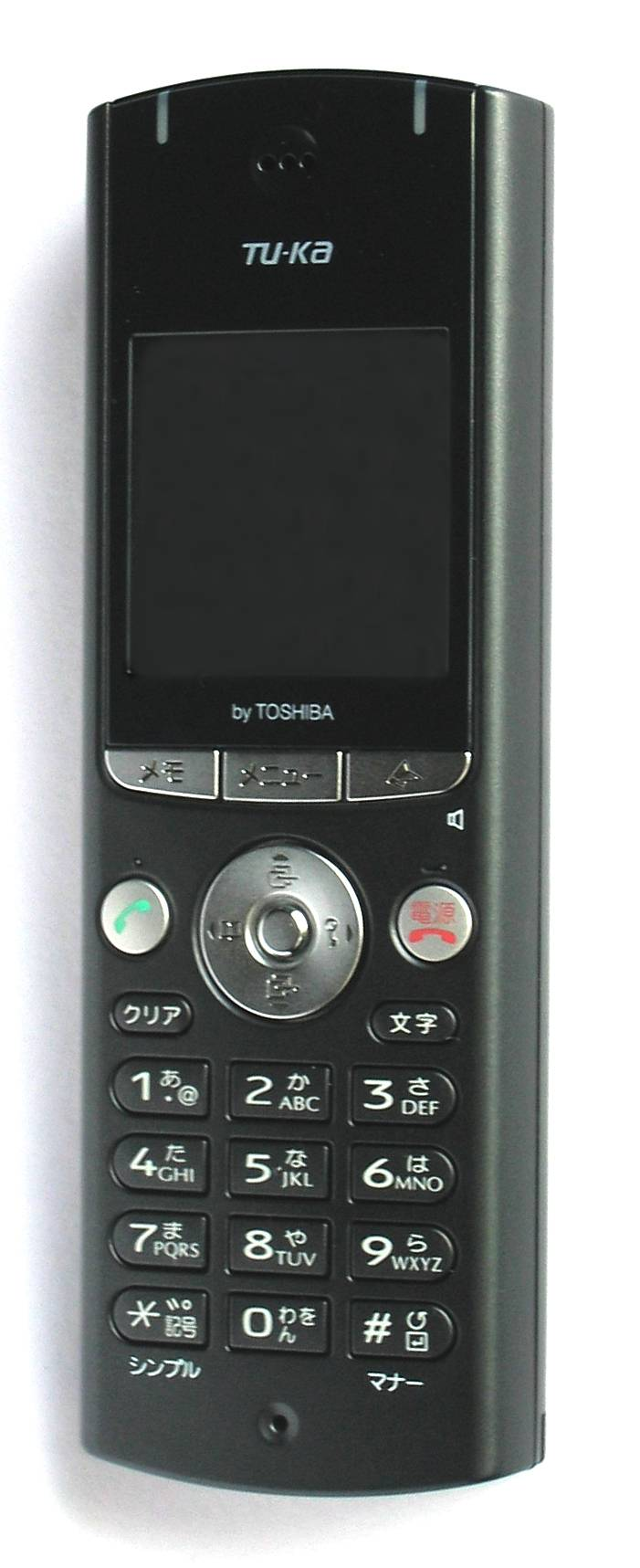
ツーカー TT41

TT41（ティー ティー よん いち）は、東芝が開発したツーカーのPDC対応携帯電話端末製品である。
2004年 6月24日発表、2004年 6月26日より発売開始。

## 概要
東芝はツーカー向け端末として、これまでは折りたたみ式のものを供給していた。しかしTT41では、その形状をストレート形とし、すっきりとした印象を与えるものとなっている。丸みを帯びたボディは持ちやすく、またポケットへの出し入れの際に引っかかりが生じることのないよう、アンテナ内蔵し突起部分をなくした。ボタン部分には若干の隆起があり、操作性を高めている。カラーバリエーションはレッド・ブラックの二種類を用意した。
128ドット四方の小型STN液晶ディスプレイを採用。通話とメール送受信という基本的な機能のみで十分とするユーザーをターゲットとしており、画面に表示されるメニューはシンプルなものである。EZweb、EZweb@mailには対応していない。
一方、電源として1000mAhという大容量なリチウムイオンバッテリーを搭載し、連続待受510時間、すなわち3週間というきわめて長い待受時間を実現した。
東芝は、TT41の後継機種であるTT51において、形状として再び折りたたみ式を採用した。
カメラや高精細なメインディスプレイを搭載し高機能化に傾倒する気配をうかがわせたが、少なくともツーカー向け端末に限ってはシンプルで簡単な操作性を追求する姿勢に変化を見せていない。
- 寸法:
  - 高: 129 ミリメートル
  - 幅: 44 ミリメートル
  - 厚: 16 ミリメートル
- 重量: 91 グラム
- 画面: 128×128 ピクセル 1.6 インチ STN
- 電池:
  - 容量: 1000 mAh
  - 連続待受時間: 510 時間
  - 連続通話時間: 180 分間